# Elecciones estatales extraordinarias de Chiapas de 2015
Las elecciones estatales extraordinarias de Chiapas se realizaron el domingo 6 de diciembre de 2015 en el municipio de Tapilula para elegir presidente municipal. Los comicios se efectuaron en sustitución de los ocurridos el 19 de julio, que concluyeron con un empate a 1 800 votos entre los partidos Mover a Chiapas y Verde Ecologista de México, el cual no se presentó a competir en las elecciones extraordinarias.

## Resultados
|  | 43.7 % |

|  | 34.9 % |

|  | 18.2 % |

|  | 0.6 % |

|  | 0.4 % |

|  | 98.1 % |

|  | 1.9 % |